# Somatisches Syndrom
Somatisches Syndrom (englisch somatic syndrom) bezeichnet eine Reihe von Symptomen, die zusätzlich zu den Hauptsymptomen einer Depression oder bipolaren Störung auftreten können. Von einem Syndrom spricht man immer dann, wenn mehrere Krankheitszeichen (Symptome) gleichzeitig auftreten.
Im DSM-IV wird das somatische Syndrom als melancholische Depression beschrieben. Das somatische Syndrom geht ursprünglich auf das Konzept der endogenen Depression zurück und werde mit einem guten Ansprechen auf Antidepressiva in Verbindung gebracht.

## Symptome
Liegen zusätzlich zu einer leichten oder mittelschweren Depression mindestens vier Symptome eines somatischen Syndroms vor, kann nach ICD-10 die Diagnose einer Depression mit somatischem Syndrom gestellt werden. Je nachdem spricht man von einer leichten Depression mit somatischem Syndrom (F32.01) oder von einer mittelschweren Depression mit somatischem Syndrom (F32.11). Für eine schwere Depression ist keine Zusatzkodierung für das somatische Syndrom vorgesehen. Bei einer depressiven Episode im Rahmen einer bipolaren affektiven Störung kann auch eine Diagnose mit somatischem Syndrom verschlüsselt werden (F31.31).
Folgende Symptome kennzeichnen ein somatisches Syndrom:
- Interessenverlust oder Verlust der Freude: Ob es sich dabei um einen Verlust handelt, wird daran gemessen, ob Tätigkeiten normalerweise angenehm waren.
- Mangelnde Fähigkeit emotional zu reagieren, wenn die Umgebung freundlich ist oder ein freudiges Ereignis eintritt.
- Frühmorgendliches Erwachen: Kriterium ist hier die gewohnte Zeit, zu der man zuvor gewohnt war aufzuwachen. Maßgeblich ist, dass man mindestens 2 Stunden vor dieser gewohnten Zeit aufwacht.
- Morgentief
- Psychomotorische Hemmung oder Agitiertheit als objektiver Befund
- Deutlicher Appetitverlust
- Gewichtsverlust: Der Gewichtsverlust umfasst meist mehr als 5 % des Körpergewichts bezogen auf den vergangenen Monat
- Deutlicher Libidoverlust